# جيسيكا رابيت
جيسيكا رابيت ، هي شخصية خيالية في رواية "من أطّر روجر رابيت؟" . ظهرت كزوجة روجر . وتشتهر كواحدة من أشهر رموز الإثارة في الرسوم المتحركة .

## حول الشخصية
استند المؤلف غاري ك. وولف إلى جيسيكا في المقام الأول على شخصية الكارتون الأحمر من فيلم "ريد هوت ريدنج هود " الخاص بالرسام تيكس أيفري . كما أن النسخة السينمائية للشخصية مستوحاة من العديد من الممثلات ، حيث أوضح ريتشارد ويليامز ، أنه حاول أن يجعلها مثل ريتا هايورث وأنه استوحى لون شعرها من بحيرة فيرونيكا ، ووصف زيميكيس هذا المزيج بأنه " خيال ذكوري مطلق ، رسمه رسام كاريكاتير " .
وفي الرواية ، كانت جيسيكا نجمة صاعدة وشخصية كوميدية غير أخلاقية ، مع زوجها (نجم الكوميديا روجر رابيت) المهووس بها . أعيد توظيفها في الفيلم كمغنية كاريكاتورية مثيرة في نادٍ للعشاء في لوس أنجلوس يُدعى "ذي اينك اند بوينت كلوب" ، لتكون واحدة من عدة متهمين في تصوير زوجها ، وهو نجم رسوم متحركة شهير متهم بارتكاب جريمة قتل . أدت دورها الممثلة كاثلين تيرنر . وتم اختيار الفنانة إيمي إيرفينغ لتغني أغنية " لماذا لا تفعل الصواب؟ " وهي الأغنية التي اشتهرت لمشهد جيسيكا الأول في الفيلم .
وبعد الفيلم ، ظهرت جيسيكا أيضًا في عدة أعمال كـ " مشاكل الطفل تومي " ، "بيبي هارمن شورتس" ، " رولير كوستر رابيت" ، و"ترايل ميكس أب" ، وظهرت أيضًا بشكل متكرر في سلسلة الكتب المصورة لروجر رابيت ، وكان لها ميزة خاصة بها في معظم إصدارات روجر رابيتز.

## إرثها
مع نجاح الفيلم وعند افتتاح استوديوهات ديزني هوليوود في 1 مايو 1989 ،  ظهرت شخصيات الفيلم بشكل بارز في الشركة .
أصبحت مقولتها " أنا لست سيئة ، لقد رسمت بهذه الطريقة " أحد أكثر الاقتباسات شعبية من الفيلم ، ورُشحت المقولة كواحدة من أعظم 400 اقتباس فيلم من قبل جائزة " 100 اقتباس من أفلام حلال 100 عام ". حازت جيسيكا رابيت على المركز السادس في قائمة إمباير لأفضل 50 شخصية من أفلام الرسوم المتحركة في عام 2010 .

## ردود الأفعال
تلقت شخصية جيسيكا تقييمات إيجابية ووصفت بأنها الأكثر إثارة بين شخصيات الرسوم المتحركة الكلاسيكية . ووفقًا لبحث أجرته شركة "كادبوري دايري ميلك" ، تظل جيسيكا رابيت الشخصية الأكثر جاذبية في الرسوم المتحركة . حتى أن فستانها الأحمر كان من بين أكثر الملابس شهرة إلى جانب فستان سنو وايت .
وفي عام 2008 ، اختيرت جيسيكا من قبل مجلة " امباير " كواحدة من أعظم 100 شخصية سينمائية في كل العصور ، وتم تصنيفها أيضًا على أنها سادس أعظم شخصية رسوم متحركة من قبل نفس المجلة ، وأجرت قاعدة بينات الأفلام على الانترنت استطلاع رأي صنفها على أنها أكثر شخصية من شخصيات ديزني جاذبية وفقًا لتصويت جمهور الصفحة .